# Zbąszynek (ville)
Pour les articles homonymes, voir Zbąszynek.
Zbąszynek (prononciation : [zbɔ̃ˈʂɨnɛk] ; en allemand :  Neu Bentschen) est une ville polonaise du powiat de Świebodzin dans la voïvodie de Lubusz. C' est le chef-lieu de la gmina de Zbąszynek.

## Géographie

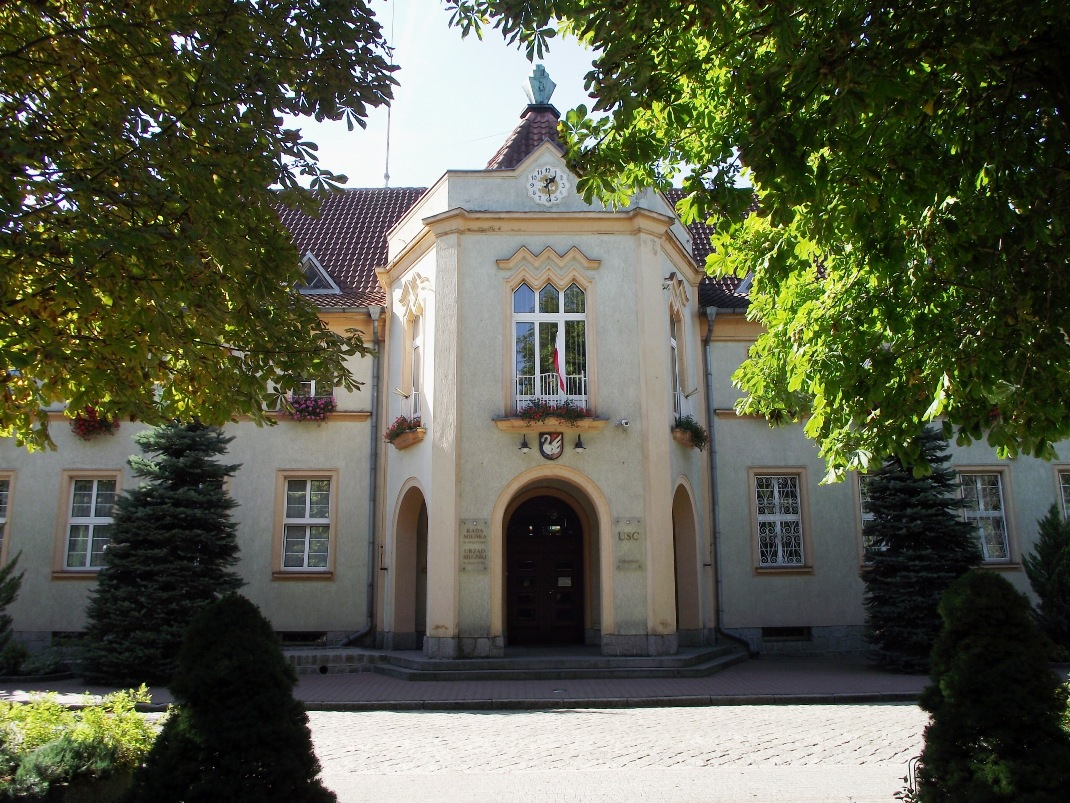
Hôtel de ville.

La ville est située dans la région historique de Grande-Pologne, dans l'ouest du pays. Zbąszynek se trouve à 53 kilomètres au nord-est de Zielona Góra (siège de la diétine régionale), 82 kilomètres au sud-est de Gorzów Wielkopolski (capitale de la voïvodie), 91 kilomètres à l'ouest de Poznań et 416 kilomètres à l'ouest de Varsovie (capitale de la Pologne).

## Histoire
Anciennement intégrée au duché de Grande-Pologne, la région autour de la ville de Międzyrzecz pendant des siècles faisait partie de la république des Deux Nations, incorporée dans la voïvodie de Poznań. Elle fut annexée par le royaume de Prusse en 1793, au cours du deuxième partage de la Pologne et est incorporée dans l'arrondissement de Meseritz dans le district de Posen au sein du grand-duché de Posen.
La ville ferroviaire de Neu Bentschen n'a été fondée que dans les années 1920, quand, à la suite du traité de Versailles, la partie orientale de l'arrondissement de Międzyrzecz (Meseritz) avec le moyeu de chemin de fer de Zbąszyń (Bentschen) est à nouveau incorporée dans la voïvodie de Poznań au sein de la république de Pologne rétablie. En 1922, le gouvernement de la république de Weimar décide de construire une nouvelle station frontalière du côté allemand, une nouvelle plaque tournante ferroviaire sur la ligne de Francfort-sur-l'Oder à Poznán, qui doit remplacer Zbąszyń, ainsi que d'une localité pour les travailleurs de chemin de fer. 

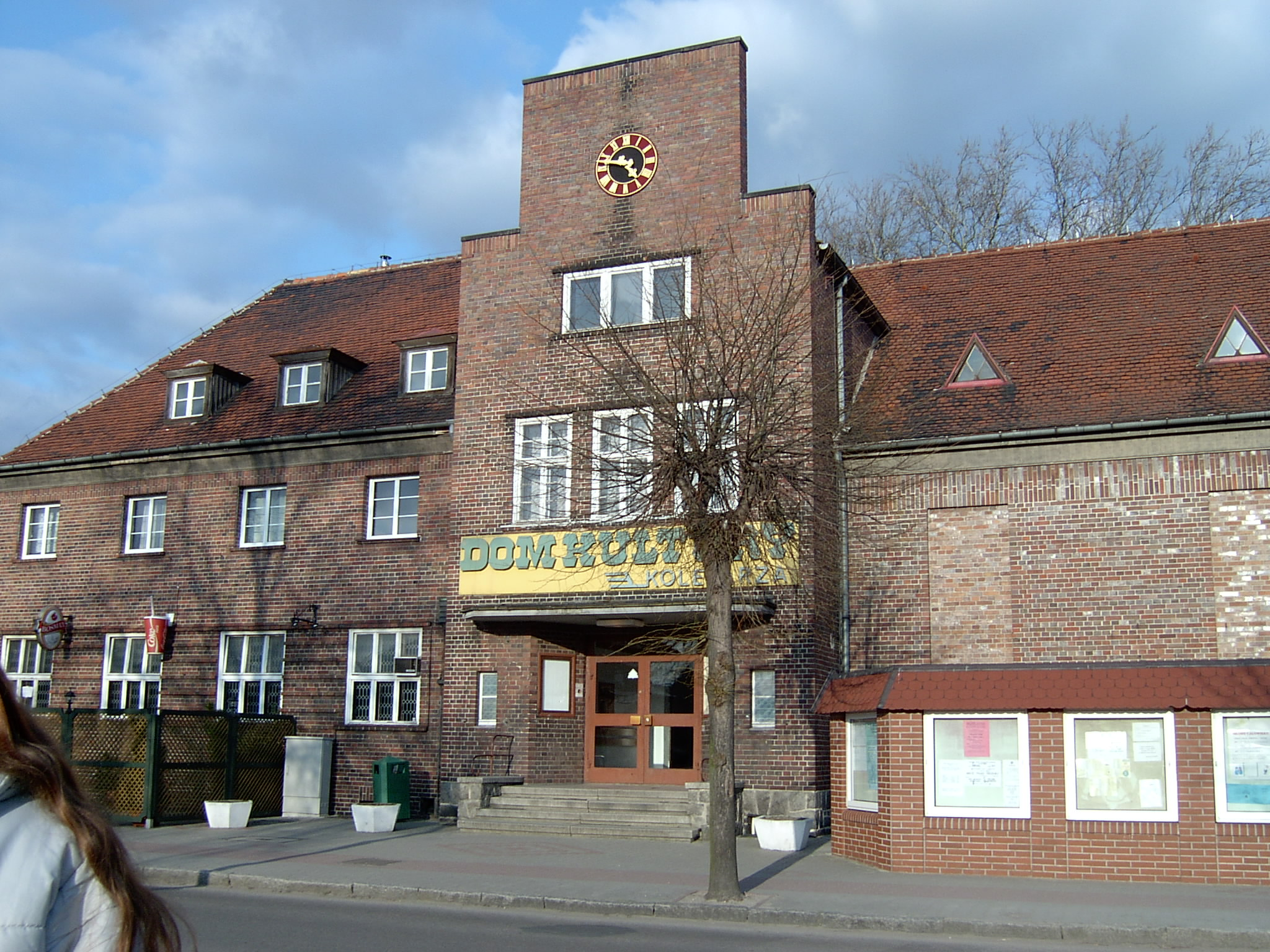
Maison de la culture.

En quelques années, une grande station est construite, avec un jardin moderne, basée sur un projet de l'architecte Wilhelm Beringer. La ville, nommée Neu Bentschen, est habitée par des ethnies travailleurs de la Deutsche Reichsbahn (« Chemin de fer du Reich allemand »). Il y a deux églises, une boutique d'impression, une maison de la culture (Deutsches Haus), une école, un bureau de poste et une banque. La localité appartenait à l'arrondissement de Meseritz.
Au cours de la Polenaktion ordonnée par Reinhard Heydrich en 1938, Neu Bentschen jouait un rôle de gare de passage pour le déplacement forcé de milliers de Juifs vers la Pologne. Pendant la Seconde Guerre mondiale, les Allemands ont ouvert un camp de travail pour prisonniers de guerre, dans lequel divers soldats ont été internées de l'Union Soviétique, de la France, d'Italie, ainsi que les Juifs du ghetto de Lodz. Des centaines sont morts de maladies et d'épuisement, ceux qui ont survécu, ont travaillé sur l'infrastructure ferroviaire, qui était nécessaire pour les transports au front de l'Est.
Après la guerre, avec la mise en œuvre de la ligne Oder-Neisse, le village retourne à la république de Pologne. La population d'origine allemande est expulsée et remplacée par des Polonais.
De 1975 à 1998, le village appartenait administrativement à la voïvodie de Zielona Góra.

Depuis 1999, il appartient administrativement à la voïvodie de Lubusz.